# مجید میرزایان
مجید میرزایان (زاده ۷ خرداد ۱۳٢٨- درگذشته ۲۵ اسفند ۱۳۹۰) بازیگر سینما اهل ایران بود.
میرزایان سال ۱۳٢٨ در تهران متولد شد. وی فارغ‌التحصیل هنرستان هنرهای دراماتیک است. وی بازی در سینما را از سال ۱۳۶۲ با «پرونده» به کارگردانی «مهدی صباغ‌زاده» شروع کرد. وی مدت‌ها از بیماری کلیوی رنج می‌برد.

## بازیگر
- شاه خاموش (۱۳۸۲)
- لوکوموتیوران (۱۳۷۹)
- خط‌ها و سایه‌ها (۱۳۷۷)
- شب روباه (۷۶-۱۳۷۵)
- گاومیش‌ها (۱۳۷۵)
- تازیانه بر باد (۱۳۷۴)
- دام (۱۳۷۴)
- شریک زندگی (۱۳۷۳)
- پرواز از اردوگاه (۱۳۷۲)
- ضربه طوفان (۱۳۷۲)
- بندر مه‌آلود (۱۳۷۱)
- دایان باخ (۱۳۷۱)
- رابطه پنهانی (۱۳۷۱)
- تبعیدی‌ها (۱۳۷۰)
- قربانی (۱۳۷۰)
- عروس حلبچه (۱۳۶۹)
- خواستگاری (۱۳۶۸)
- دلار (۱۳۶۷)
- حماسه دره شیلر (۱۳۶۵)
- پایگاه جهنمی (۱۳۶۳)
- عقاب‌ها (۱۳۶۳)
- پرونده (۱۳۶۲)